# Pčelić
Pčelić is een plaats in de gemeente Suhopolje in de Kroatische provincie Virovitica-Podravina. De plaats telt 481 inwoners (2001).